# Associació de Futbol del Nepal
L'Associació de Futbol del Nepal, també coneguda per les sigles ANFA (en anglès: All Nepal Football Association) es va fundar l'any 1952 com a òrgan de govern del futbol a la República Federal Democràtica del Nepal. L'ANFA és la responsable de tots els aspectes reguladors del futbol al Nepal.
L'ANFA es va afiliar a la Confederació Asiàtica de Futbol (AFC) i a la Federació Internacional de Futbol Associació (FIFA) ells anys 1954 i 1972 respectivament.
Des de 1997 és membre de la Federació de Futbol de l'Àsia del Sud (SAFF).
L'ANFA és la responsable d'organitzar el futbol de totes les categories, tant masculines com femenines, incloses les respectives seleccions nacionals.
L'ANFA està formada per quaranta-sis districtes anomenats District Members que organitzen diverses competicions com ara la Aaha! Gold Cup, la Budha Subba Gold Cup o la Birat Gold Cup.
Les principals competicions de lliga que organitza l'ANFA són la Lliga Nacional del Nepal (en anglès: Nepal National League) i les divisions A, B i C de la Martyr's Memorial League.
L'any 2012, l'ANFA va crear el Campionat Nacional Femení de Futbol (en anglès: Women's National Football Championship).